# Slawkino (Kaliningrad)
Slawkino (russisch Славкино, deutsch Gut Wilhelmsberg) ist ein kleiner Ort im Südosten der russischen Oblast Kaliningrad. Er gehört zur kommunalen Selbstverwaltungseinheit Munizipalkreis Osjorsk im Rajon Osjorsk.

## Geographische Lage
Slawkino liegt zwei Kilometer nordwestlich des Nachbarortes Jablonowka (Wilhelmsberg (Dorf)) an der Kommunalstraße 27K-372 von dort nach Dubrawa (Buylien/Schulzenwalde). Die nördliche Ortsgrenze bildet das Flüsschen Rasliwnaja (Friedrichsberger Fließ).

## Geschichte
Das Gutsdorf Wilhelmsberg gehörte am 6. Mai 1874 zu den elf Landgemeinden bzw. Gutsbezirken, die den neuen Amtsbezirk Wilhelmsberg mit Sitz in Wilhelmsberg (Dorf) (heute russisch: Jablonowka) bildeten. Er lag im Landkreis Darkehmen (1938–1946 Angerapp) im Regierungsbezirk Gumbinnen der preußischen Provinz Ostpreußen und blieb bis 1945 bestehen. Im Jahre 1910 zählte der Gutsbezirk Wilhelmsberg 146 Einwohner und war somit größer als das nahegelegene Dorf gleichen Namens.
Am 17. Oktober 1928 wurden die Landgemeinde Szameitschen, Ksp. Wilhelmsberg (1938–1938 Schameitschen, 1938–1946 Brahmannsdorf, seit 1946: Solnetschnoje) und die Gutsbezirke Königsfelde (Nowo-Slawjanskoje) und Wilhelmsberg in die neue Landgemeinde Wilhelmsberg (Jablonowka) eingegliedert.
Infolge des Zweiten Weltkrieges kam das Gut Wilhelmsberg unter sowjetische Administration. Im Jahr 1950 erhielt der Ort die russische Bezeichnung „Slawkino“ und wurde dem Dorfsowjet Pskowski selski Sowet in Rajon Osjorsk zugeordnet. 1954 gelangte der Ort in den Gawrilowski selski Sowet. Von 2008 bis 2014 gehörte Slawkino zur Landgemeinde Gawrilowskoje selskoje posselenije, von 2015 bis 2020 zum Stadtkreis Osjorsk und seither zum Munizipalkreis Osjorsk.

## Kirche
Das Gut Wilhelmsberg mit seiner vor 1945 überwiegend evangelischen Bevölkerung gehörte zum Kirchspiel Wilhelmsberg (russisch: Jablonowka) im Kirchenkreis Darkehmen (1938–1946 Angerapp) in der Kirchenprovinz Ostpreußen der Kirche der Altpreußischen Union. Letzter deutscher Geistlicher war Pfarrer Johannes Schenk.
War alles kirchliche Leben während der Sowjetzeit verboten, so bildete sich in den 1990er Jahren im nur ein Kilometer nördlich gelegenen Nachbarort Kadymka (Eszerningken/Escherningken, 1938–1946 Eschingen) eine neue evangelische Gemeinde. Sie ist in die Propstei Kaliningrad der Evangelisch-Lutherischen Kirche Europäisches Russland (ELKER) eingegliedert. Das zuständige Pfarramt ist das der Salzburger Kirche in Gussew (Gumbinnen).